# 七劃管

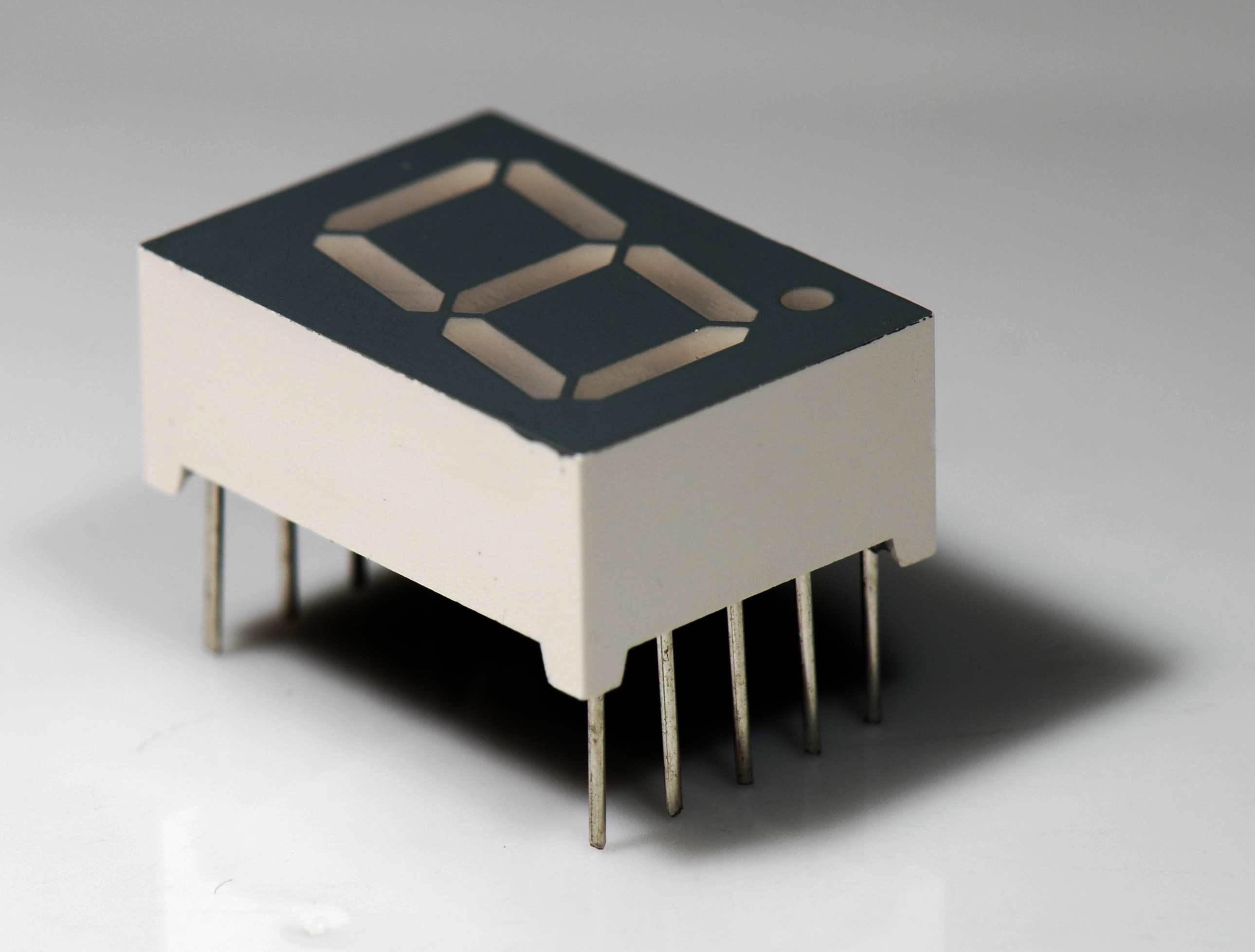
以發光二極體作顯示組件的七劃管，由本體下的十支接腳控制發光的部份。

七劃管（英語：seven-segment display）為常用顯示數字的電子元件。因為藉由七個發光二極體以不同組合來顯示數字，所以稱為「七劃管」、「七段数码管」、「七段顯示器」，由於所有燈管全亮時所表示的是「8」，所以又稱「8字管」、「8字顯示器」。
多数七劃管還會在右下角附加一個表示小數點的燈管，因此也称八段管。

## 構造

以上為七劃管各劃的排序，用家可根據排序接連控制器。

七劃管的所有状态

HP-16C計算機的七劃管能夠顯示2、8、10、16進位的數字

一般的七劃管擁有八個發光二極體（三横四纵）用以顯示十進位0至9的數字外加小数点，也可以顯示英文字母，包括十六進位中的英文 A 至 F（b、d 為小寫，其他為大寫）。現時大部份的七劃管會以斜體顯示。
除七劃管外，還有十四及十六劃等添加额外斜向笔划的顯示器；但由于點陣顯示器（英語：Dot-matrix）价格的下跌，这些“多划管”已基本上被后者取代。

## 控制
七劃管分為共陽極及共陰極还有独立极对。共陽極的七劃管的正極（或陽極）為八個發光二極體的共有正極，其他接點為獨立發光二極體的負極（或陰極），使用者只需把正極接電，不同的負極接地就能控制七劃管顯示不同的數字。共陰極的七劃管與共陽極的只是接駁方法相反而已。而独立极对的七划管每个独立发光二极体都有自己独供的正负极。
七劃管已可以特定的集成電路控制，只要向集成電路輸入4-bit的二進位數字訊號就能控制七劃管顯示；市面上更有 8421-BCD 代码直接转为七划管控制电平的 IC，方便配合单片机使用。